# Bellwood (Illinois)
Bellwood é uma aldeia localizada no estado americano de Illinois, no Condado de Cook.

## Demografia
Segundo o censo americano de 2000, a sua população era de 20.535 habitantes.
Em 2006, foi estimada uma população de 19.326, um decréscimo de 1209 (-5.9%).

## Geografia
De acordo com o United States Census Bureau tem uma área de 6,2 km², dos quais 6,2 km² cobertos por terra e 0,0 km² cobertos por água.

## Localidades na vizinhança
O diagrama seguinte representa as localidades num raio de 4 km ao redor de Bellwood. 